# ميروب غاونت
ميروب غاونت هي ابنة مارفولو غاونت أم اللورد فولدمورت كانت حياتها وفقا للقصة تعيسة جدا بسبب معاملة والدها وشقيقها السيئة لها جسديا وعاطفيا قد كان والدها دائما يشبهها بأشياء قبيحة مثل سكويب أو عامية وأشياء أخرى وليس معروفا إذا كانت ميروب قد دخلت مدرسة هوغورتس للسحر أم لا، أحبت ميروب توم ريدل الأب وهو عامي وسيم كان ابن مالك الأرض الرئيسي.
تزوجت به بعد ذهاب أبيها وأخيها إلى أزكبان في ظروف غامضة لأنه توم ريدل الأب كان مخطوباً من أمراة تدعى سيسيليا، وقد أنها استعملت وصفة حب أو تعويذة تحكم يعتقد هاري بوتر بأن ميروب قد استعملت تعويذة التحكم على توم ريدل بينما يعتقد دمبلدور بأنها قد استعملت وصفة الحب لأن ذلك سيبدو رومانسيا أكثر بالنسبة لها وبعد أن تزوجت به قامت هي وتوم ريدل بالهرب إلى لندن.
ولسبب غامض قامت ميروب بايقاف مفعول السحر على زوجها وقد كانت حامل لأنها على ما يبدو سئمت من عيش حياة مزيفة وربما فعلت ذلك أملا بأن زوجها قد أحبها فعلا أو أنه على الأقل سيبقى من أجل خاطر أبنه الذي لم يولد بعد ولكن ذلك لم يحدث أبدا فقد تركها توم ريدل الأب وهي حامل بطفله وعاد إلى منزل والديه وانتشرت شائعات أنه تم خداعه أو الاحتيال عليه، رغم أنه لم يستطع استعمال الكلمات الصحيحة "أنه تم سحره.
و بعد أن هجرها زوجها وهي حامل عاشت ميروب فقيرة في شوارع لندن تبيع كل أشيائها الثمينة لتتمكن من العيش وباعت أيضا قلادتها الثمينة التي ورثتها من عائلتها لأحد السحرة بمقابل عشرة جنيهات ورغم أن القلادة كانت ثمينة جدا إلا أنها ربما لم تكترث فقد كانت مكسورة الخاطر وأحلامها كلها قد تلبدت وقد توقفت عن استخدام السحر فجأة ورغم أنها كان بأمكانها استخدام السحر لتنقذ نفسها ألا أن حسب أعتقاد دمبلدور بأن تعاستها الشديدة لربما أستنزفت كل قدراتها السحرية، ولدت باللورد فولدمورت في ليلة رأس السنة في ملجأ للعامة.
وقد كانت أمنيتها الأخيرة: أتمنى أن يصبح مثل أبيه، ثم أوصت بأن يسمى توم مارفولو ريدل. ماتت بعد ساعة من ذلك ورغم أنها كان بأمكانها العيش ألا أنها قد أختارت الموت بغض النظر عن كونها تملك طفلا كان سيحتاجها بالرغم من حياتها البائسة التي ظلمتها يرى دمبلدور بأن ميروب قد فقدت الأمل في العيش بسبب كونها عاشت معظم حياتها تعيسة وأنها لم تكن أيضا تملك الشجاعة التي كانت تملكها والدة هاري بوتر وحسب رأي مؤلفة القصة ج.ك.رولينغ بأنها لو عاشت وربت أبنها لكان قد أصبح مختلفا عن ما هو عليه حاليا في القصة.